# Les Manœuvres d'automne
Les Manœuvres d'automne est un roman de Guy Dupré publié le 1er septembre 1989 aux éditions Olivier Orban et ayant reçu le tout premier prix Novembre la même année.

## Éditions
- Les Manœuvres d'automne, éditions Olivier Orban, 1989  (ISBN 2855654300)